# Chiesa di San Leonardo (San Leonardo in Passiria)
La chiesa di San Leonardo (in tedesco Kirche St. Leonhard) è la parrocchiale patronale a San Leonardo in Passiria (St. Leonhard in Passeier) in Alto Adige. Appartiene al decanato di Merano-Passiria della diocesi di Bolzano-Bressanone e risale al XII secolo.

## Descrizione
La chiesa è un monumento sottoposto a provvedimento di vincolo col numero 16953 nella provincia autonoma di Bolzano.